# 利奧波德·穆里耶
利奧波德·穆里耶（法語：Léopold Mourier，法語發音：[leɔpɔl(d) muʁje]；1862年5月30日—1923年3月17日）出生於法國奥弗涅-罗讷-阿尔卑斯大区德龍省的蒙茹，是一名法式料理的廚師和餐廳老闆。

## 生平
1886年利奧波德·穆里耶已經成為一名主廚，在Paillard餐廳工作，幾年後他前往巴黎找尋更好的發展機會。
1892年他正值三十歲時，當時住在拉法葉路且在巴黎的餐廳擔任領班，與餐廳老闆的女兒阿黛爾·路易絲·塔巴里（法語：Adèle Louise Tabary）結婚，1900年世界博覽會的期間，利奧波德·穆里耶在杜樂麗花園舉辦1900年市長宴會，法國所有市長全部齊聚一堂，這是他從政的起點，1908年至1913年5月，利奧波德·穆里耶成為出生地蒙茹的市長，1913年至1919年，他擔任德龍省議會的省議員。
1913年利奧波德·穆里耶從路易·富凱（法語：Louis Fouquet，1872年-1905年）遺孀那裏買下Foyot餐廳、巴黎咖啡館（法語：Café de Paris）、Pavillon d'Armenonville餐廳和Pré Catelan餐廳還有他最著名的香榭麗舍大道小酒館：富凱小酒館（法語：Fouquet's），其中巴黎咖啡館訓練出廚師亞歷山大·迪邁納，日後他是米其林指南三星評鑑的廚師。
1923年利奧波德·穆里耶逝世，享年六十歲，安葬於巴黎二十區的拉雪茲神父公墓。

## 榮譽
- 巴黎廚師互助協會主席（法語：Président de la Société de secours mutuels des cuisiniers de Paris）
- 1904年 法國榮譽軍團勳章騎士
- 1922年 法國榮譽軍團勳章軍官